# Melinda mindanaoa
Melinda mindanaoa är en tvåvingeart som beskrevs av Hiromu Kurahashi 1992. Melinda mindanaoa ingår i släktet Melinda och familjen spyflugor.
Artens utbredningsområde är Filippinerna. Inga underarter finns listade i Catalogue of Life.